# Dissaporus cachani
Dissaporus cachani là một loài bọ cánh cứng trong họ Cerambycidae.